# Marjaniwka (rejon odeski)
Marianiwka (ukr. Мар'янівка, ros. Марьяновка) – wieś na Ukrainie, w obwodzie odeskim, w rejonie odeskim.